# Premierzy Górskiego Karabachu

## Lista premierów Górskiego Karabachu
| # | Zdjęcie | Imię i nazwisko     | Początek kadencji | Koniec kadencji  | Partia polityczna |
| - | ------- | ------------------- | ----------------- | ---------------- | ----------------- |
| 1 |         | Oleg Jesajan        | 8 stycznia 1992   | sierpień 1992    | bezpartyjny       |
| 2 |         | Robert Koczarian    | sierpień 1992     | grudzień 1994    | bezpartyjny       |
| 3 |         | Leonard Petrosjan   | grudzień 1994     | czerwiec 1998    | bezpartyjny       |
| 4 |         | Żirajr Poghosjan    | czerwiec 1998     | 24 czerwca 1999  | bezpartyjny       |
| 5 |         | Anuszawan Danielian | 1 lipca 1999      | 14 września 2007 | bezpartyjny       |
| 6 |         | Arajik Harutiunian  | 14 września 2007  | 25 września 2017 | Wolna Ojczyzna    |

Od 7 września 2017 urząd premiera zlikwidowany i zastąpiony ministrem stanu.

## Lista ministrów stanu Górskiego Karabachu
| # | Zdjęcie | Imię i nazwisko     | Początek kadencji | Koniec kadencji  | Partia polityczna |
| - | ------- | ------------------- | ----------------- | ---------------- | ----------------- |
| 1 |         | Arajik Harutiunian  | 25 września 2017  | 6 czerwca 2018   | Wolna Ojczyzna    |
| 2 |         | Grigori Martirosjan | 6 czerwca 2018    | 1 czerwca 2021   | Wolna Ojczyzna    |
| 3 |         | Artak Beglarjan     | 3 czerwca 2021    | 3 listopada 2022 | Wolna Ojczyzna    |
| 4 |         | Ruben Vardanjan     | 4 listopada 2022  | 23 lutego 2023   | Wolna Ojczyzna    |
| 5 |         | Gurgen Nersisjan    | 24 lutego 2023    | 1 września 2023  | Wolna Ojczyzna    |
| 6 |         | Samwel Szahramanian | 1 września 2023   | 10 września 2023 | Wolna Ojczyzna    |
| 7 |         | Artur Harutjunjan   | 18 września 2023  | 31 grudnia 2023  | Wolna Ojczyzna    |